# Ján Krajčík
Ján Krajčík (16. ledna 1924, Žilina – 13. března 2014) byl československý tenista a tenisový trenér. Po druhé světové válce byl téměř patnáct let nejlepším slovenským tenistou hrajícím za pražské tenisové kluby.

## Sportovní kariéra
Roku 1941 se probojoval do finále juniorského mistrovství Slovenska. V roce 1945 odešel do Prahy. Přesto ještě figuroval několik let ve slovenských žebříčcích, v letech 1947 a 1950 byl klasifikován na 1. místě ve dvouhře. Ve čtyřhře získal pětkrát titul mistra ČSR spolu s Jiřím Javorským v letech 1952 a 1956–1959.
Reprezentoval Československo v Davisově poháru roku 1957. Odehrál čtyři zápasy, z toho 2 dvouhry (2 prohry) a 2 čtyřhry (1 výhra, 1 prohra).
V jeho hře dominovala jistota a úderová přesnost od základní čáry, k síti se často nevydával.
Pracoval také jako tenisový trenér například i v případě Jana Kodeše. Od roku 1965 působil v trenérské funkci v Rakousku. Na Slovensko se vrátil až v roce 1995.